# I Might Be Wrong: Live Recordings
I Might Be Wrong: Live Recordings är ett livealbum av Radiohead utgivet 2001. Albumet innehåller låtar hämtade från albumen Kid A (2000) och Amnesiac (2001), samt låten "True Love Waits", som inte kom att utgivas igen förrän på albumet A Moon Shaped Pool (2016).

## Låtlista
All musik skriven av Radiohead om inte annat noteras.
| Nr           | Titel                                              | Inspelningsplats                                                      | Längd |
| ------------ | -------------------------------------------------- | --------------------------------------------------------------------- | ----- |
| 1.           | The National Anthem                                | Vaison-la-Romaine, Provence-Alpes-Côte d'Azur, Frankrike, 28 maj 2001 | 4:57  |
| 2.           | I Might Be Wrong                                   | South Park, Oxford, England, 7 juli 2001                              | 4:52  |
| 3.           | Morning Bell                                       | South Park, Oxford, England, 7 juli 2001                              | 4:14  |
| 4.           | Like Spinning Plates                               | Blossom Music Center, Cuyahoga Falls, OH, USA, 8 augusti 2001         | 3:47  |
| 5.           | Idioteque (Arthur Kreiger, Paul Lansky, Radiohead) | South Park, Oxford, England, 7 juli 2001                              | 4:24  |
| 6.           | Everything in Its Right Place                      | Vaison-la-Romaine, Provence-Alpes-Côte d'Azur, Frankrike, 28 maj 2001 | 7:42  |
| 7.           | Dollars and Cents                                  | South Park, Oxford, England, 7 juli 2001                              | 5:13  |
| 8.           | True Love Waits                                    | Hollywood Bowl, Hollywood, CA, USA, 20 augusti 2001                   | 5:02  |
| Total längd: | Total längd:                                       | Total längd:                                                          | 40:11 |